# 紐約州第二十三國會選區
紐約州第二十三國會選區（英語：New York's 23rd congressional district）是美国纽约州的一個國會選區，始於1823年。現任眾議員為共和黨的尼克·蘭沃西。
自2003年起範圍包括紐約上州西部，包括亞利加尼縣、卡特罗格斯县、肖托夸县、切蒙县、斯凯勒县、斯托本县和伊利县全境。人口778,483人。根據库克党派投票指数本區是共和黨佔優的選區。